# MK 2500
MK 2500 Automatic (nazywany również Grundig) – polski monofoniczny radiomagnetofon przenośny, produkowany w latach 80. XX wieku przez Zakłady Radiowe Kasprzaka na licencji niemieckiego Grundiga. Był to jeden z najpopularniejszych radiomagnetofonów produkowanych w Polsce. Po zakończeniu produkcji przez ZRK produkowany przez bydgoską Eltrę jako MK 2500A.

## Opis urządzenia
Radiomagnetofon ten był zbudowany na bazie magnetofonu kasetowego MK 235, produkowanego w drugiej połowie lat 70. XX wieku przez ZRK na licencji Grundiga. Słowo Automatic w nazwie oznacza automatyczny poziom zapisu. Wizualnie i układowo wyróżnia się od pierwowzoru jedynie sekcją radioodbiornika trójzakresowego (D, S, U). Wyposażony w antenę ferrytową (dla fal długich i średnich) oraz teleskopową (dla zakresu UKF). Zasilany jest zarówno bateryjnie, jak i z sieci. Magnetofon pracuje z prędkością przesuwu taśmy równą 4,75 cm/s. Nierównomierność przesuwu taśmy jest mniejsza lub równa 0,4%. Dynamika wynosi ok. 45 dB.
Na bazie MK 2500 został skonstruowany sprawniejszy pod względem technicznym radiomagnetofon RB 3200.